# 1. Beslesnoje
1. Beslesnoje oder Perwoje Beslesnoje (russisch 1-е Безлесное, Первое Безлесное) ist ein Dorf (derewnja) in der Oblast Kursk in Russland. Es gehört zum Rajon Kursk und zur Landgemeinde (selskoje posselenije) Lebjaschenski selsowjet.

## Geographie
Der Ort liegt gut 13 km Luftlinie südöstlich des Oblastverwaltungszentrums Kursk im südwestlichen Teil der Mittelrussischen Platte, 3,5 km vom Sitz des Dorfsowjet – Tscherjomuschki, 88 km vor Grenze zwischen Russland und der Ukraine, am Fluss Mlodat (linker Nebenfluss des Seim).

### Klima
Das Klima im Ort ist wie im Rest des Rajons kalt und gemäßigt. Es gibt während des Jahres eine erhebliche Niederschlagsmenge. Dfb lautet die Klassifikation des Klimas nach Köppen und Geiger.

## Bevölkerungsentwicklung
| Jahr | Einwohner |
| ---- | --------- |
| 2002 | 41        |
| 2010 | ▲43       |

Anmerkung: Volkszählungsdaten

## Verkehr
1. Beslesnoje liegt 4,5 km vor Straße interkommunaler Bedeutung 38N-416 (Kursk – Petrin), 1 km vor Straße 38N-417 (38N-416 – 2. Beslesnoje) und 8 km von der nächsten Eisenbahnhaltestelle Saplawa (Eisenbahnstrecke Kljukwa – Belgorod) entfernt.
Der Ort liegt 107 km vom internationalen Flughafen von Belgorod entfernt.